# ایستگاه ایواکی (فوکوشیما)
ایستگاه ایواکی (به ژاپنی: いわき駅 Iwaki-eki) یک ایستگاه راه‌آهن است که در ایواکی، فوکوشیما در ژاپن واقع شده‌است و توسط شرکت راه‌آهن شرق ژاپن اداره می‌شود.